# Cytospora populina
Cytospora populina (Basionym: Cylindrotheca populina, Sphaeria populina) ist eine Art (Biologie) (Spezies) der Schlauchpilze (Ascomycota). Sie lebt in Pappelblättern.

## Beschreibung
Die Art wurde von Bonorden 1864 wie folgt charakterisiert:
Die Pyrenien (Perithecien) sind länglich, in etwa oval (ovoid), aber oben zuerst abgerundet, dann zugespitzt. Ihre Farbe verläuft von zuerst braun, dann nach schwarz, dabei sind sie glatt aber punktiert. Die Sporen sind zylindrisch, etwas gekrümmt, oft sogar geknickt. Sie werden in Form eines weißgelben Kügelchens entleert. Die für Schlauchpilze (Ascomycetes) namensgebenden Asci (Schläuche) sind sehr lang, gestielt und zugespitzt. Die Paraphysen sind einfach, oben etwas verdickt.
Die Pyrenien liegen so dicht nebeneinander, dass sie sich meist berühren, einzelne können indes auch frei liegen.
Das Mycel ist im Holz und unter der Rinde des Wirtsbaums oft oberflächlich verbreitet.
Die Pyrenien bestehen aus rundlichen bis eckigen Zellen, sie sind immer mit einer aus feinen verästelten Fäden bestehenden Membran ausgekleidet, von welchen die Asci und Paraphysen entspringen.

## Ökologie
Der Pilz lebt auf Zweigen und Laubblättern diverser Pappeln (lateinisch Habitat in ramis deciduis populorum). Er erzeugt Baumkrebs. Er kommt auch auf Salix psammophila vor.

## Systematik
Die Art wurde als erstes bereits 1800 von Christian Hendrik Persoon als Sphaeria populina beschrieben. Hermann Friedrich Bonorden beschrieb dann 1864 die monotypische Gattung Cylindrotheca mit Cylindrotheca populina als einzige Art. Die Verwandtschaft dieser Gattung mit anderen Taxa innerhalb der Schlauchpilze war lange Zeit unklar (incertae sedis), so dass sie nicht mit Sicherheit einer Klasse, Ordnung oder Familie zugeordnet werden konnte. Cheng Ming Tian und Xin Lei Fan stellten sie dann 2014 in die große Gattung Cytospora. Cytospora gehört in die Familie Valsaceae, die inzwischen allerdings als Synonym zur Familie Cytosporaceae gilt.
Vom Index Fungorum wird die Art aber noch den Valsaceae zugewiesen, was auch der Taxonomie des NCBI entspricht (Stand 10. Dezember 2024).